# Klasiesriviergrotten
De Klasiesriviergrotten (Engels: Klasies River Caves) zijn een groep paleoantropologische en archeologische vindplaatsen in Zuid-Afrika. De grotten bevinden zich ongeveer 500 m ten oosten en boven de monding van de rivier de Klasies in de provincie Oost-Kaap, niet ver van de stad Humansdorp aan de Tsitsikamma-kust. In de grotten zijn talloze menselijke fossielen uit de Middle Stone Age gevonden, die door sommige onderzoekers worden geïnterpreteerd als het oudste bewijs van de aanwezigheid van de vroege moderne mens in Zuid-Afrika. 
De twee grotere grotten en drie abri's werden voor het eerst onderzocht in 1967/68 door Ronald Singer en John Wymer. Destijds en bij de opgravingen die Hilary John Deacon vanaf 1984 voortzette, werden verschillende horizonten uit de Middle Stone Age ontdekt, met daarboven lagen uit de Later Stone Age. Tussen deze twee gebieden bevond zich een steriele laag, veroorzaakt door een stijging van het zeeniveau, waardoor de golven het binnenste van de grotten bereikten. De grotten werden ongeveer twee miljoen jaar geleden ook doorspoeld door golven. Een van de lagen zou kunnen worden toegewezen aan de Howieson's Poort-industrie.
De onderste laag van de afzettingen, die tot 30 meter dik zijn, werd ongeveer 120.000 jaar geleden gevormd, terwijl werd vastgesteld dat de lagen uit de Middle Stone Age jonger waren, tot 60.000 jaar oud. 
Er werden onder meer tien losse tanden, vijf gedeeltelijk bewaarde onderkaken, twee bovenkaakfragmenten en een tiental andere schedelfragmenten ontdekt, evenals verschillende botten uit het gebied onder de schedel. De verschillen in grootte tussen vergelijkbare botten zijn ongewoon groot, wat kan worden toegeschreven aan een bijzonder uitgesproken seksuele dimorfie of aan het feit dat de grot afwisselend door verschillende populaties werd gebruikt. Talrijke botten vertonen brand- en snijwonden: het spierweefsel is er waarschijnlijk afgeschraapt. Ze komen uit een archeologische laag die 110.000 tot 100.000 jaar oud is en werden gevonden vermengd met ontvleesde beenderen van verschillende diersoorten. Er werd ook een 120.000 jaar oude haardplaats ontdekt met overblijfselen van verkoolde zetmeelrijke plantendelen. 
Voor de grotten werd, samen met andere, in 2015 de status van Werelderfgoed aangevraagd. In juli 2024 werden drie archeologische vindplaatsen toegevoegd aan de UNESCO-werelderfgoedlijst onder de titel De opkomst van modern menselijk gedrag: de pleistocene bezettingsplaatsen van Zuid-Afrika, hoewel de Klasies-grotten daar niet bij waren.
- Virtual International Authority File: 247835002